# Казанбаський сільський округ
Казанба́ський сільський округ (каз. Қазанбасы ауылдық округі, рос. Казанбасский сельский округ) — адміністративна одиниця у складі Аулієкольського району Костанайської області Казахстану. Адміністративний центр — село Октябрське.
Населення — 1382 особи (2021; 2202 у 2009, 3248 у 1999, 3671 у 1989).
Станом на 1989 рік існувала Казанбаська сільська рада (село Казанбаси, селища Баганали, Дангербай, Казанбаське, Каракалпак, Лаврентьєвка, Октябрський). Після 1999 року село Лаврентьєвка було передано до складу Новоніжинського сільського округу.

## Склад
До складу округу входять такі населені пункти:
| Населений пункт     | Старі назви | Населення, осіб (1989) | Населення, осіб (1999) | Населення, осіб (2009) | Населення, осіб (2021) |
| ------------------- | ----------- | ---------------------- | ---------------------- | ---------------------- | ---------------------- |
| Баганали, село      | -           | 548                    | 623                    | 503                    | 313                    |
| Дангербай, село     | -           | 442                    | 397                    | 138                    | 35                     |
| Казанбаси, село     | -           | 777                    | 806                    | 796                    | 564                    |
| Казанбаське, селище | -           | 24                     | -                      | -                      | -                      |
| Каракалпак, село    | -           | 470                    | 345                    | 173                    | 147                    |
| Октябрське, село    | Октябрський | 1410                   | 1077                   | 592                    | 323                    |